# Силовања током совјетске окупације Пољске
Тема силовања током совјетске окупације Пољске на крају Другог светског рата у Европи није била присутна у послератној историографији све до распада Совјетског Савеза, иако документи тог доба показују да је проблем био озбиљан и током и после напредовања совјетских снага против Немачке 1944–1945. Недостатак истраживања током скоро пола века у вези са обимом сексуалног насиља совјетских војника, написала је Кетрин Џолук, увеличали су традиционални табуи међу њиховим жртвама, који нису били у стању да пронађу "глас који би им омогућио да отворено разговарају" о својим ратним искуствима "уз очување достојанства." Јоана Островска и Марчин Заремба из Пољске академије наука написали су да су силовања Пољакиња досегла масовне размере током Зимске офанзиве Црвене армије 1945. године.
Међу факторима који су допринели ескалацији сексуалног насиља над женама, током окупације Пољске, био је осећај некажњивости појединих совјетских јединица које су њихови војсковође препуштале саме себи. У потрази за залихама хране и намирницама - написао је др Јануш Вробел из Института народног сећања – пљачкашки војници су формирали банде спремне за отварање ватре (као у Јенджејову). Стока је отерана, поља очишћена од жита без накнаде, а пољски домови су опљачкани. У писму свом војводи, староста из округа Лођ упозорио је да је пљачку робе из продавница и фарми често пратило силовање фармера као у Залесју, Олехову, Феликсину и Хута Шклану, а да не помињемо друге злочине, укључујући убиство силовањем у Лагјевники. Тешко наоружани пљачкаши пљачкали су аутомобиле, коњске запреге, чак и возове. У свом следећем писму пољским властима, исти староста написао је да силовања и пљачке узрокују да се становништво плаши и мрзи совјетски режим.

## Зимска офанзива Црвене армије 1945
Случајеви масовног силовања догодили су се у великим пољским градовима које је заузела Црвена армија. У Кракову, је совјетски улазак у град пратио талас силовања жена и девојака и широко распрострањена крађа личне имовине. Према речима професора Чвалбе са Јагелонског универзитета, ово понашање је достигло такав обим да су пољски комунисти које је поставио Совјетски Савез, саставили и послали протестно писмо самом Јосифу Стаљину. На главној станици у Кракову пуцано је на Пољаке који су покушали да спасу жртве групног силовања. У међувремену су одржане црквене мисе у очекивању совјетског повлачења.
Пољакиње у Шлеској биле су мета масовних силовања заједно са Немкињама чак и након што се совјетски фронт померио много западније. У првих шест месеци 1945. године у Дебској Кузњи забележено је 268 силовања. У марту 1945. године у близини Раћибожа, 30 жена заробљених у фабрици платна било је затворено у кући у Макову и силовано током одређеног временског периода под претњом смрти. Жену која је дала исказ полицији, силовала су четворица мушкараца. Немачке и Пољске жене лишаване су слободе на улицама Катовица, Забжеа и Хожова од стране банди пијаних војника. Према Нејмарку, војници Црвене армије нису правили разлику по етничкој линији, нити између жртава и окупатора.
Пољакиње и Немкиње у Вармији и Мазурији поднеле су исто искушење, написали су Островска и Заремба. Једно писмо Опорављених територија тврди да у граду Олштину марта 1945. практично ниједна жена није преживела, а да је совјетски силоватељи нису силовали "без обзира на њихову старост". Процењује се да се њихова старост креће од 9 до 80 година. Понекад су међу жртвама биле бака, мајка и унука. Чак неколико десетина војника силовало је жене. У писму из Гдањска од 17. априла 1945. године, Пољакиња која је стекла посао у совјетском гарнизону известила је: "јер смо говориле пољски, биле смо тражене. Међутим, већина тамошњих жртава силована је до 15 пута. Ја сам силован седам пута. Било је ужасно." У писму из Гдиње, написаном недељу дана касније, каже се да је једино уточиште за жене било да се цео дан крију у подрумима.

## Почетак пролећа
Постоје докази да је рупа у совјетским директивама могла допринети још већем броју силовања над пољским женама од стране војника Црвене армије, према Јержију Кочановском са Варшавског универзиттета. Немачке жене биле су заштићене (бар делимично) строгим упутствима о њиховом лечењу током премештаја, издатим од совјетске команде. Међутим, није било таквих упутстава, нити било каквих упутстава о Пољакињама. У округу Лешно неки "ратни заповедници" почели су отворено да тврде да њихови војници морају да имају секс. У исто време, фарме које су даване Пољацима који су пристизали из Кресија биле су опљачкане од стране Црвене армије, а нарочито пољопривредна опрема коју су оставили Немци.
Према Островској и Заремби, месец јун 1945. био је најгори. 52-годишња жртва групног силовања из Пињчова посведочила је да су јој два совјетска ратна ветерана који су се вратили из Берлина рекли да су се три године борили за Пољску и да су тако стекли право да имају све пољске жене. У Олкушу је за два дана забележено дванаест силовања. У округу Остров забележена су 33 силовања. Локални извештај милиције наводи да су 25. јуна у близини Кракова муж и дете убијени пре него што је жена силована у једном селу, док су у другом два совјетска војника сексуално напала четворогодишњу девојчицу. Према статистикама пољског Министарства здравља, широм земље забележена је пандемија полно преносивих болести, која погодила око 10% опште популације. У Мазурији је око 50% жена било заражено.
Према историчару Вјеславу Њесјобендзкју, у Источној Пруској (пољски: Prusy Wschodnie) су многе етничке Немкиње, упозорене од нациста, побегле испред совјетске офанзиве, остављајући Пољакиње да трпе силовања и сведоче систематском паљењу опљачканих кућа, на пример у граду Илави крајем јануара 1945. под совјетским мајором Константиновим. Сведок Гертруда Бучковска говорила је о радном кампу у близини Вјелке Жулаве у коме је запослено две стотине етничких Белорускиња. Крајем јануара 1945. Бучковска је видела њихова тела у снегу док је бежала са мајком и пет Немица из Хамбурга које су им се придружиле. Петорица Немаца пронађени су голи и мртви у подруму куће у улици Рибаков у Илави неколико дана касније.

## Повратак са присилног рада
Према Островској и Заремби, Пољакиње одведене у Немачку на ропски рад су силовали совјетски војници као и бивши ратни заробљеници. У мају 1945. године, на конференцији делегата различитих канцеларија за репатријацију, у коначној резолуцији се наводи: "кроз Старгард и Шчећин, постоји масовни покрет Пољака који се враћају са присилног рада у Трећем рајху. Предмет су сталних напада појединачних војника, као и организованих група. Током путовања Пољаци су често пљачкани, а Пољакиње силоване. У нашем одговору на питање постављено пољској делегацији да ли се силовања Пољака може сматрати изузетним, руководство локалне канцеларије за репатријацију је на основу сталног контакта са Пољацима који се враћају прогласило да су жене мета насиља агресора, а не супротно". Руски историчар И. С. Драбкин је у интервјуу 1989. године сугерисао да нису војници ти који су проузроковали већину проблема са силовањем у окупационе администрације, већ бивши совјетски ратни заробљеници и совјетски грађани који су радили за СВАГ, који су често носили униформе" које су изгледале исто.
Понекад чак ни присуство милиције није могло да пружи адекватну заштиту, јер би милиционери често били разоружани. За жене су возови и железничке станице били посебно опасни, као у Бидгошчу или око Радома и Легњица. Тешку ситуацију у Померанији описао је један извештај агента владине делегације за Пољску, који су цитирали Островска и Заремба. У неким окрузима постојале су виртуалне "оргије силовања". Командант седишта пољске милиције у Тшебјатову издао је упозорење свим Пољакињама да не излазе напоље без пратње.
"Са скоро два милиона руских дезертера и бивших ратних заробљеника уопште у совјетски окупираној Европи, није ни чудо што је бандитизам са њихове стране постао озбиљан проблем за окупацију", написао је Нејмарк. Број пољских жртава силовања од 1944. до 1947. тешко је прецизно проценити. Највећа потешкоћа у процени њиховог броја долази из чињенице да етнички састав жртава није увек био наведен у пољским званичним извештајима. Уопштено говорећи, однос совјетских војника према женама словенског порекла био је бољи него према онима које су говорили немачки. Према Островској и Заремби, остаје ствар нагађања да ли је број чисто пољских жртава могао достићи или чак премашити 100.000.